# Eduard zur Nedden
Eduard zur Nedden (* 7. November 1854 in Bochum als Eduard Otto Julius August zur Nedden; † 23. Juli 1924 in Reitrain am Tegernsee) war ein preußischer Verwaltungsjurist, Landrat und Regierungspräsident in Trier (1899–1903).

## Herkunft
Seine Eltern waren Eduard Ludwig Carl Theodor zur Nedden (* 11. September 1812; † 26. Oktober 1895) und dessen Ehefrau Adelheid de Weys (* 26. Februar 1814; † 20. Mai 1887).

## Leben
Nedden begann nach seinem Abitur 1873 ein Studium der Rechtswissenschaften. Nach einer typischen verwaltungsjuristischen Laufbahn wurde er zum Landrat des Oberwesterwaldkreises (1884–1888) ernannt. Direkt im Anschluss folgte erneut der Posten eines Landrates, diesmal im Landkreis Saarbrücken (1888–1891).
Von 1886 bis 1888 war er als Mitglied des Preußischen Abgeordnetenhauses für die Freikonservative Partei.
Mit seiner Berufung auf den Posten des Regierungspräsidenten vom Regierungsbezirk Trier (1899–1903) beschloss er seine verwaltungsjuristische Laufbahn.

## Familie
Er heiratete am 14. Januar 1885  Auguste Luise Deetjen (* 3. Januar 1865). Das Paar hatte mehrere Kinder:
- Eduard (* 2. Januar 1901; † 1945)
- Otto Carl August (* 18. April 1902; † 23. Oktober 1994)
- Lisanna (* 1906)